# Иран (Северная Осетия)
Ира́н (осет. Иран) — село в Кировском районе республики Северной Осетии-Алании. Административный центр и единственный населённый пункт Иранского сельского поселения.

## География
Село расположено в северо-западной части Кировского района, у границы с Кабардино-Балкарией. В 1 км севернее села проходит федеральная трасса M29 «Кавказ» и пролегает Змейский канал. Через само село протекает река Змейка (в верхнем течении Чикола), являющаяся левым притоком реки Терек.
Находится в 15 км к юго-западу от районного центра Эльхотово и в 70 км к северо-западу от города Владикавказ, у северного подножья хребта Шутляго-Гок. Средние высоты на территории села составляют около 390 метров над уровнем моря.

## Этимология
Название представляет собой сложное слово из иу «одно» + ран «место».

## Население
| 2002 | 2010 | 2011 | 2012 | 2013 | 2014 | 2015 |
| ---- | ---- | ---- | ---- | ---- | ---- | ---- |
| 530  | ↗555 | →555 | ↘547 | ↘546 | ↘539 | ↗546 |
| 2016 | 2017 | 2018 | 2019 | 2020 | 2021 | 2023 |
| ↗553 | ↘552 | ↘550 | →550 | ↘548 | ↗559 | ↗572 |
| 2024 | 2025 |      |      |      |      |      |
| ↘569 | ↘568 |      |      |      |      |      |

Национальный состав
По данным Всероссийской переписи населения 2010 года.
| Народ   | Численность, чел. | Доля от всего населения, % |
| ------- | ----------------- | -------------------------- |
| осетины | 521               | 93,8 %                     |
| русские | 17                | 3,1 %                      |
| другие  | 17                | 3,1 %                      |
| всего   | 555               | 100 %                      |

## Инфраструктура
- Здание администрации, Дом культуры, библиотека
- Средняя общеобразовательная школа
- Участковая больница
- Деревообрабатывающий завод

## Улицы
- Токаева
- Кирова
- Плиева